# Remo Gysin

Remo Gysin (1984)

Remo Gysin (* 4. Februar 1945 in Basel; heimatberechtigt in Basel und Hölstein) ist ein Schweizer Politiker (SP). Er war von 1984 bis 1992 Regierungsrat des Kantons Basel-Stadt und von 1995 bis 2007 Nationalrat.

## Leben
Gysin ist in Basel aufgewachsen. Er hat Nationalökonomie studiert und mit der Promotion abgeschlossen. Zudem gehörte er der 68er-Bewegung an. Vor seiner Wahl in den Regierungsrat des Kantons Basel-Stadt war er Vorsteher des Kantonalen Arbeitsamtes.

## Politische Laufbahn

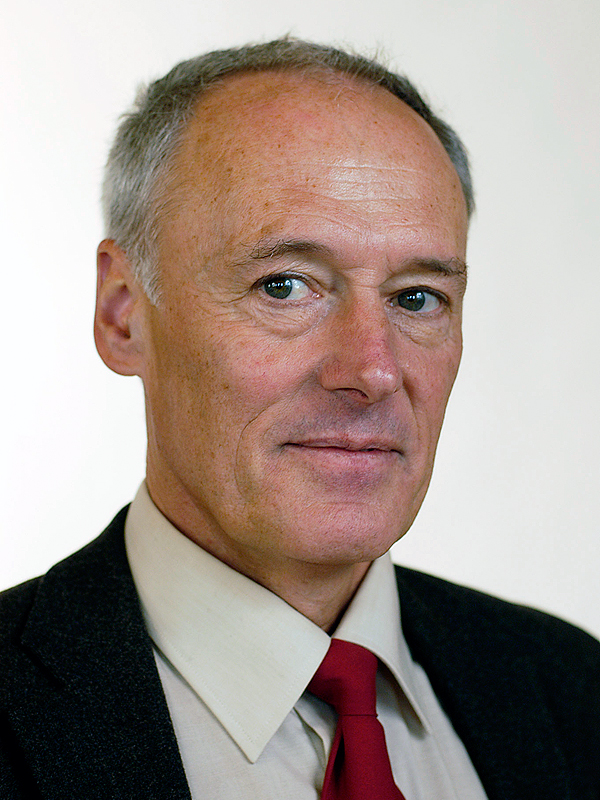
Porträt als Nationalrat

Politisch aktiv wurde Gysin als Mitglied des Einwohnerrats von Allschwil, dem er von 1977 bis 1979 angehörte. Von 1980 bis 1984 sass er im Grossen Rat des Kantons Basel-Stadt. Danach war Gysin während zwei Legislaturperioden von 1984 bis 1992 Mitglied des Regierungsrats von Basel-Stadt. 1984 zog er im zweiten Wahlgang mit knapp 3000 Stimmen Vorsprung auf den nächstplatzierten, nicht gewählten Hanspeter Mattmüller (VEW) in den Regierungsrat ein. Gysin verdrängte damit zusammen mit seinem ebenfalls neu gewählten Parteikollegen Mathias Feldges auch den bisherigen parteilosen Regierungsrat Hansruedi Schmid, der 1976 als wilder SP-Kandidat gegen den offiziellen SP-Kandidaten Helmut Hubacher angetreten und noch vor seiner Wahl aus der Partei ausgeschlossen worden war. In der Basler Regierung übernahm Gysin das Sanitätsdepartement (heute: Gesundheitsdepartement). Gysin und in geringerem Ausmass auch Feldges wurden von den politischen Gegnern auf der bürgerlichen Seite Verstösse gegen das Kollegialitätsprinzip und ein neuer Regierungsstil vorgeworfen, weil sie öffentlich bekanntmachten, wenn ihre Meinung von der Mehrheit des Regierungsrats abwich. Trotzdem wurde Gysin 1988 im ersten Wahlgang mit dem fünftbesten Resultat bestätigt, während Feldges sogar den zweiten Platz erreichte. Auch danach sorgte Gysin für Aufsehen und Kritik von Regierungskollegen und bürgerlichen Parteien, etwa als er im Sommer 1988 zusammen mit Feldges einen gemeinsamen, vom Gesamtregierungsrat abgelehnten Kompromissvorschlag zur Zukunft der Alten Stadtgärtnerei publik machte. Im Amtsjahr 1987/88 war Gysin Vizepräsident der Regierung. Im Mai 1988 wurde er für das Amtsjahr 1988/89 zum Regierungspräsidenten gewählt.
Bei den Regierungsratswahlen 1992 trat die SP wie schon 1988 mit einer dritten Kandidatin an. Veronica Schaller wurde in der Folge im zweiten Wahlgang als erste Frau in die Basler Regierung gewählt, während Gysin die Wiederwahl verpasste. Gysin hatte die Kandidatur von Schaller unterstützt und macht die dritte SP-Kandidatur rückblickend nicht alleine für seine ausgebliebene Wiederwahl verantwortlich. 1995 kandidierte er für den Nationalrat und wurde beim Zugewinn der SP von zwei auf vier Sitze als drittplatzierter Kandidat der SP-Liste in den Nationalrat gewählt. Bei den eidgenössischen Wahlen 1999 und 2003 wurde er erneut gewählt. Bei den Wahlen 2007 kandidierte er nicht mehr. Während seiner Zeit im Nationalrat war er von 1995 bis 2007 Mitglied der Aussenpolitischen Kommission und von 1997 bis 2007 Mitglied der Kommission für Wirtschaft und Abgaben. Als Nationalrat setzte er sich unter anderem für den UNO-Beitritt der Schweiz ein.

## Weitere Tätigkeiten
Gysin gehört seit 2001 dem Vorstand der Auslandschweizer-Organisation (ASO) an, die er seit 2015 präsidiert. Zudem ist er Co-Präsident der Grauen Panther Nordwestschweiz. Er äusserte sich auch nach seinem Ausscheiden aus der aktiven Politik immer wieder zu politischen Themen. So bezog er zum Beispiel Stellung gegen die geplante Fusion des Universitätspitals Basel mit dem Kantonsspital Baselland, die im Februar 2019 von der Stimmbevölkerung des Kantons Basel-Stadt abgelehnt worden ist.
Gysin war von 1996 bis 1998 auch Mitglied der Verfassungskommission des Nationalrates.[1] Seine Anträge zur Rechtsgleichheit und zu den Gemeinden führten zur Verankerung des Verbots einer Diskriminierung wegen des Alters (BV Art.8, Abs. 2)[2] sowie zur Verpflichtung des Bundes, bei seinen Handlungen auf die besondere Situation der Städte und Agglomerationen Rücksicht zu nehmen (BV Art. 50, Abs.3)[3].
Weniger Unterstützung erhielt Gysin u. a. zu seinen Anträgen betreffend Opfer von Gewalt[4], Anspruch Jugendlicher auf eine berufliche Ausbildung[5], Kausalhaftung für Betreiber von Atomanlagen[6], Förderung der Selbsthilfe und der primären Prävention[7].
Intensiv aber ohne ausreichende Unterstützung setzte sich Gysin für eine fortschrittlichere Wirtschaftsverfassung ein[8]: «Bund und Kantone sollen mit der privaten Wirtschaft nicht nur zur Wohlfahrt und zur wirtschaftlichen Sicherheit, sondern auch zur Lebensqualität der Bevölkerung beitragen …. Zudem sollen Bund und Kantone eine insbesondere auf die Vollbeschäftigung ausgerichtete Wirtschaftspolitik betreiben und eine gerechte Einkommens- und Vermögensverteilung anstreben.»[9]  

Ein Blick in die Datenbank «Curia Vista» des Parlaments bietet einen Überblick über weitere Schwerpunkte seines Engagements. Es sind dies z. B. parlamentarische Vorstösse zu den folgenden Themen:
-         Ethik, Sozial- und Umweltstandards in der Aussenwirtschaftspolitik[10]
-         Korruptionsbekämpfung (insbesondere: Einsatz für den Schutz von Whistleblowern)[11]
-         Potentatengelder in Schweizer Banken: Gysin kritisierte in mehreren Vorstössen die Schweizer Bankenpolitik und verlangte die Rückführung von Vermögenswerten an die Bevölkerung der geschädigten Länder.[12]
-         Menschenrechte und Schutz indigener Völker[13]
-         Missbräuchliche politisch motivierte internationale Haftbefehle der Türkei[14]
-         Arbeit, Armut, Reichtum[15]
Wohl der grösste Erfolg als Parlamentarier erreichte Gysin mit dem Beitritt der Schweiz zur UNO bzw. mit der erfolgreichen Lancierung der entsprechenden Volksinitiative. «1997 hatte Gysin sie gemeinsam mit seinem Zürcher Parteikollegen Andreas Gross ins Leben gerufen…»[16] und dank der Unterstützung von Parlamentarierinnen und Parlamentarier fast aller Fraktionen, darunter NR Rosmarie Zapfl und Francois Lachat (beide CVP), John Dupraz und Erika Forster (beide FDP) sowie Margrit Miguel Misteli (Grüne) in der Abstimmung vom 3. März 2002 zur Annahme gebracht. Gysin war erstunterzeichnendes Mitglied des Initiativkomitees[17].
[1] S. Übersicht «Verfassungskommission des Nationalrates» der Parlamentsdienste vom 13.12.96 GM
[2]  S. Heft «Reform der Bundesverfassung/Entwürfe der Verfassungskommissionen der eidgenössischen Räte»1998, Teil «Entwurf der Verfassungskommission des Nationalrates vom 21. November 1997», Antrag der «Minderheit IV (Gysin Remo…..) zur Rechtsgleichheit», Seite 8.
Ebenso: Amtliches Bulletin der Bundesversammlung zur Reform der Bundesverfassung, NR Separatdruck 1998, S. 155 und 172. Im Exposé «Verbot der Diskriminierung wegen des Alters» vom 28.3.2000 hält Aldo Lombardi, juristischer Mitarbeiter des eidg. Justizdepartementes, zum Verbot der Diskriminierung auf Seite 2 folgendes fest: «…Das Alter kam erst dank eines Antrags von NR Remo Gysin in die Bestimmung hinein.»
[3] S. Verfassungskommission des Nationalrates, Subkommission 3, Antrag Gysin Remo vom 26.3.1997, Antrag.  Nr. 1 zu Art. 34 (in Schlussfassung der BV Art. 50).
[4] S.  Heft «Reform der Bundesverfassung/Entwürfe der Verfassungskommissionen der eidgenössischen Räte»1998, Teil «Entwurf der Verfassungskommission des Nationalrates vom 21. November 1997», Antrag der «Minderheit II (Gysin Remo...)», S. 9.
[5] S.  Heft «Reform der Bundesverfassung/Entwürfe der Verfassungskommissionen der eidgenössischen Räte»1998, Teil «Entwurf der Verfassungskommission des Nationalrates vom 21. November 1997», Antrag der «Minderheit (Gysin Remo...)», S. 11.
[6] S.  Heft «Reform der Bundesverfassung/Entwürfe der Verfassungskommissionen der eidgenössischen Räte»1998, Teil «Entwurf der Verfassungskommission des Nationalrates vom 21. November 1997», Antrag der «Minderheit (Gysin Remo...)», S. 29.
[7] S.  Heft «Reform der Bundesverfassung/Entwürfe der Verfassungskommissionen der eidgenössischen Räte»1998, Teil «Entwurf der Verfassungskommission des Nationalrates vom 21. November 1997», Antrag der «Minderheit I (Gysin Remo...)», S. 42.
[8] S. dazu Remo Gysin,«Die Schieflage der Wirtschaftsverfassung», Aufsatz in der Basler Zeitung Nr. 64 vom 17. März 1998, S.9.
[9] S. NZZ Nr.99 vom 30. April 1998, Abschnitt «Wirtschaftsordnung», S.17.
[10] S. bspw. Postulat Nr.02.3127 Revision der Exportgarantie. Berücksichtigung von menschenrechtspolitischen
Aspekten vom 20.3.2003 sowie Motion Nr. 03.3375 UNO-Konvention zur internationalen Unternehmensverantwortung und -haftung vom 19.6.2003 und Anfrage Nr. 06.1183 Empfehlen Weltbank und IWF die Verletzung der ILO-Kernarbeitsnormen? Vom 20.12.2006
[11] S. Interpellation Nr. 02.3763 Korruptionsbekämpfung in der Schweiz vom 13.12.2002 und Motion Nr. 03.3212 Gesetzlicher Schutz für Hinweisgeber von Korruption vom 10.9.2003
[12] S. bspw. Interpellation Nr. 01.3073 Montesinos-Gelder und Sorgfaltspflicht der Banken vom 14.3.2001 sowie Einfache Anfrage Nr.04.1035 Marcos Gelder. Entschädigung für die Opfer von Menschenrechtsverletzungen vom 19.3.2004 und Interpellation Nr.07.3324 Blockierung der Duvallier-Gelder in der Schweiz vom 13.6.2007
[13] Motion Nr. 99.3433 IAO-Konvention Nr. 169 zum Schutz indigener Völker (Ureinwohner) vom 2.9.1999 sowie Motion Nr. 02.3093 Mitgliedschaft in der UNO-Menschenrechtskommission vom 20.3.2002.
[14] S. bspw. Interpellation Nr. 04.3112 Missbräuchliche internationale Haftbefehle der Türkei vom 17.3.2004 und Interpellation Nr. 06.3489 Schutz vor Auslieferung in einen Staat, in dem Folter droht vom 4.10.2006
[15] S. bspw. Interpellation Nr. 96.3393 Einkommens- und Vermögensverteilung in der Schweiz vom 16.9.1996 sowie Motion Nr. 98.3190 Gleiche Arbeitschancen. Vermeidung arbeitsmarktlicher Diskriminierung aufgrund des Alters vom 29.4.1998
[16] S. Basler Zeitung Nr.53 vom 4.3.2002, Abschnitt «Kampf für UNO-Beitritt endet als absoluter Hit», S.3.
[17] S. offizieller Unterschriftenbogen zur Eidgenössischen Volksinitiative «Für den Beitritt der Schweiz zur Organisation der Vereinten Nationen (UNO)», Initiativkomitee

## Schriften
- Remo Gysin: Ansätze zur Universitätsplanung dargestellt am Beispiel der Universität Basel. Dissertation Universität Basel, Basel 1973.